# عقد التغلب على العنف
عقد التغلب على العنف هي مبادرة من مجلس الكنائس العالمي تسعى للمصالحة والسلام في أعوام 2001-2010 . وقد قررت الجمعية العامة الثامنة في هراري، زمبابوي في عام 1998، أن تجري بالتوازي مع عقد الأمم المتحدة لتعزيز ثقافة السلام واللاعنف لأطفال العالم .

## روابط خارجية
- Overcomingviolence.org
- الصفحة في مجلس الكنائس العالمي